# پریش سنت پیتر باستر
پریش سنت پیتر باستر (به لاتین: Saint Peter Basseterre Parish) یک قصبه در سنت کیتس و نویس است که در سنت کیتس و نویس واقع شده‌است. پریش سنت پیتر باستر ۳٬۴۷۲ نفر جمعیت دارد.